# Dehlitz (Saale)

Luftbildpanorama von Dehlitz

Dehlitz (Saale) ist ein Ortsteil der Stadt Lützen im Burgenlandkreis in Sachsen-Anhalt.

## Geografie
Dehlitz liegt nordöstlich von Weißenfels, an der Mündung der Rippach in die Saale. Als Ortsteile sind Lösau und Oeglitzsch ausgewiesen.

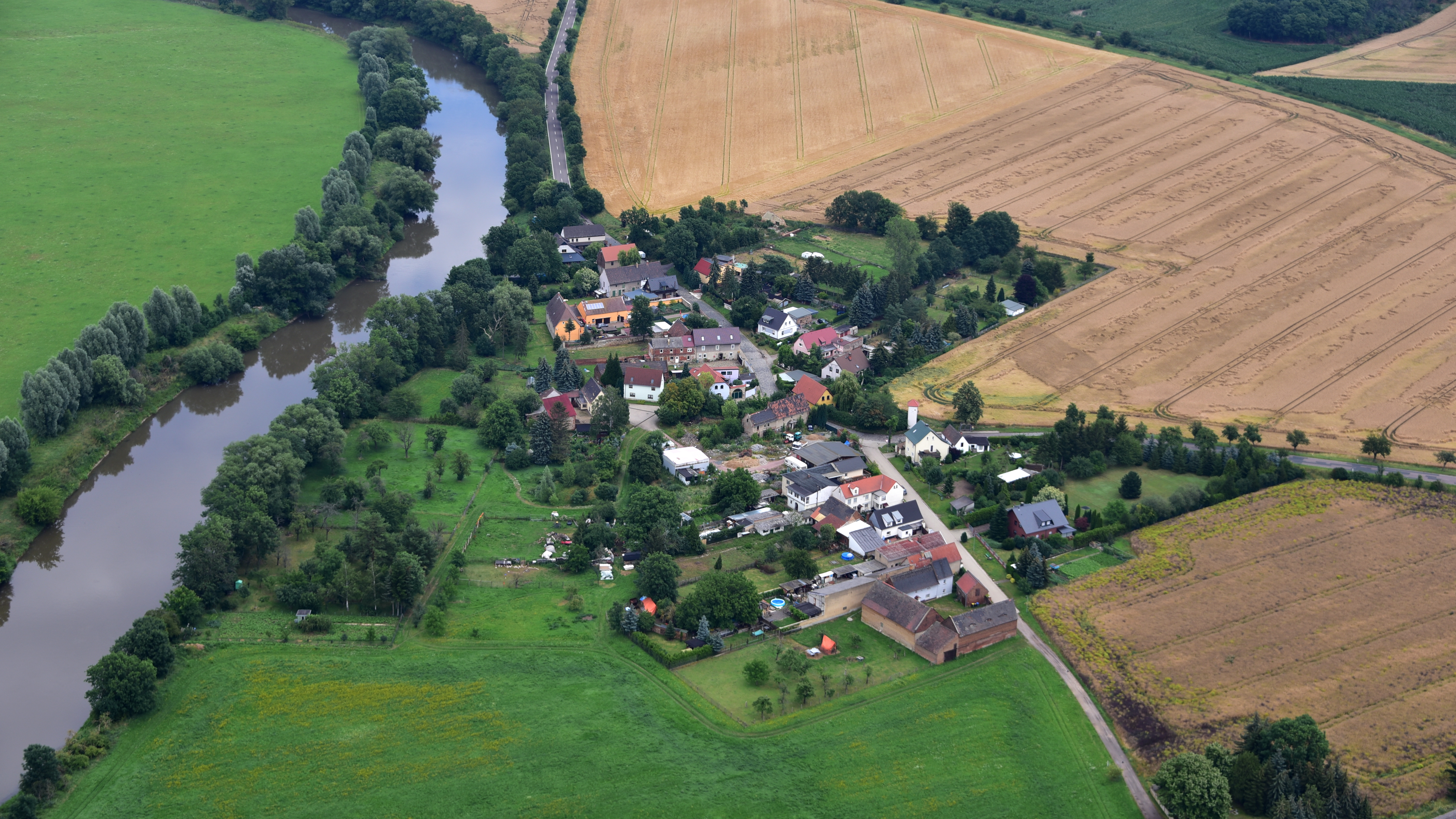
Oeglitzsch mit der Saale, Luftaufnahme (2017)

## Geschichte

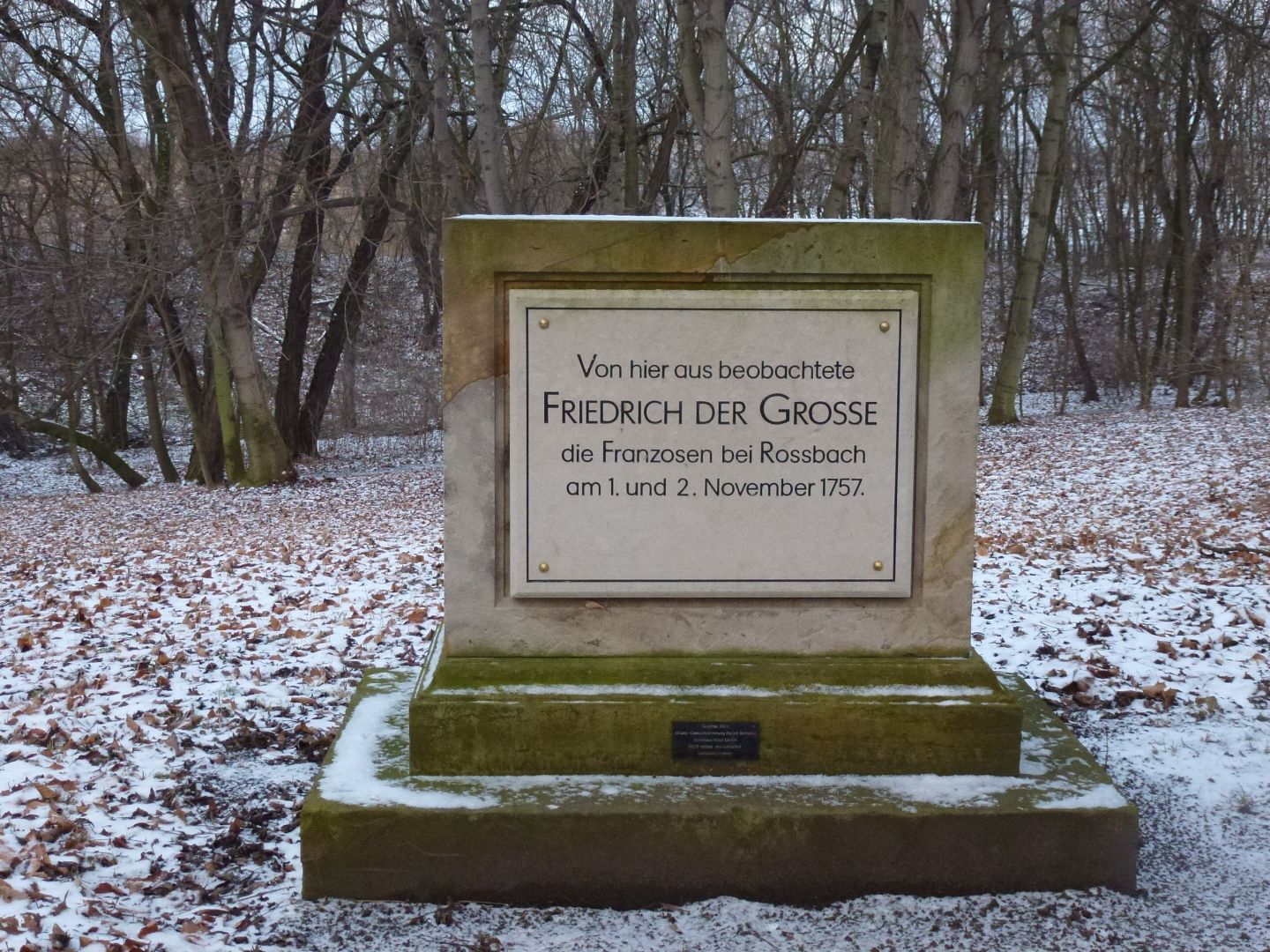
Gedenkstein an die Schlacht bei Roßbach im Gutspark

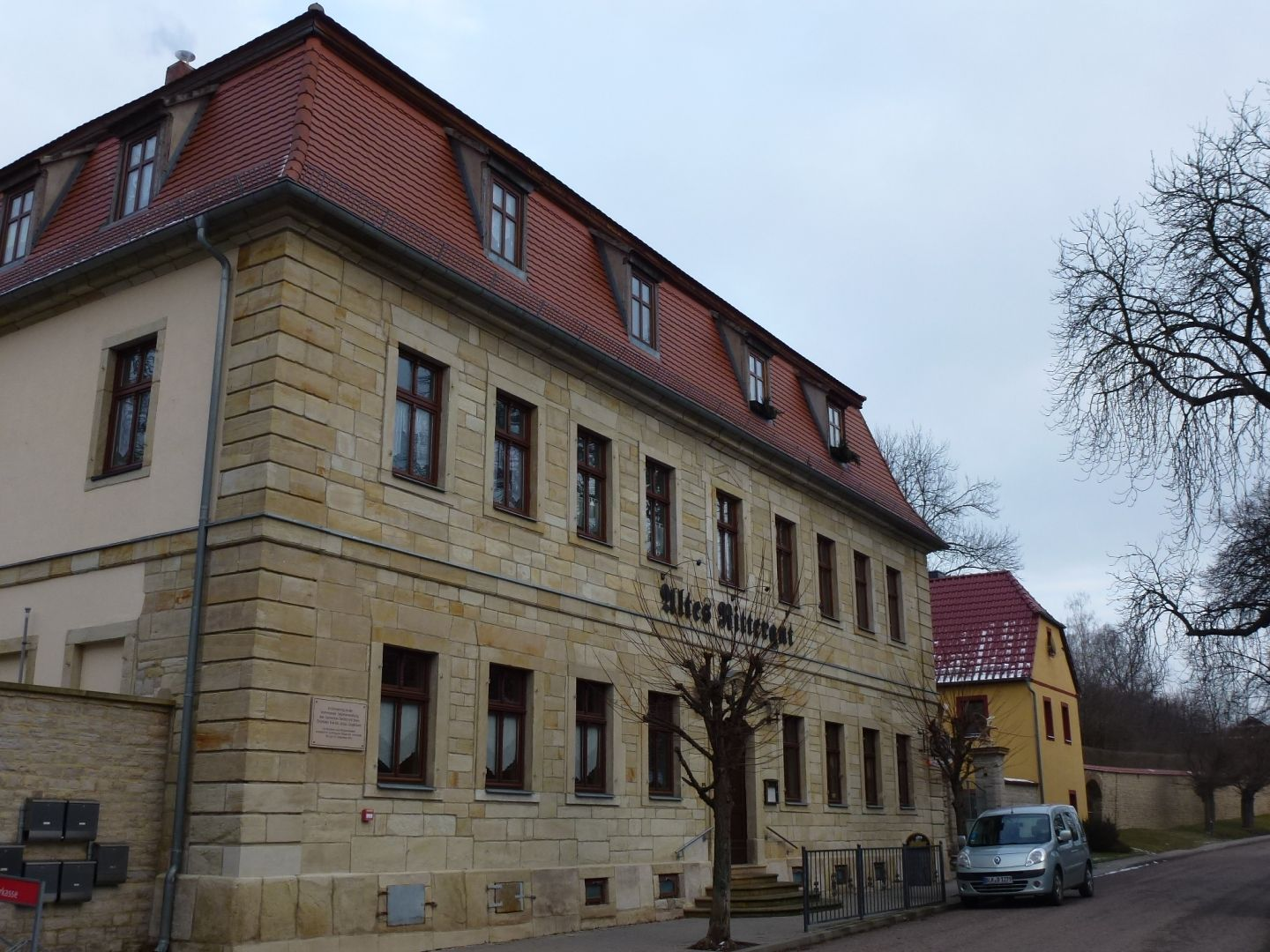
Altes Rittergut, ehem. Sitz des Bürgermeisters

Erstmals wurde Dehlitz im Jahr 993 urkundlich erwähnt.

## Frühe Neuzeit
Dehlitz, Oeglitzsch und Lösau gehörten bis 1815 zum Kurfürstentum Sachsen bzw. zum Königreich Sachsen. Dehlitz und Oeglitzsch lagen im hochstift-merseburgischen Amt Lützen, das seit 1561 unter kursächsischer Hoheit stand und zwischen 1656/57 und 1738 zum Sekundogenitur-Fürstentum Sachsen-Merseburg gehörte. Lösau lag am Nordrand des kursächsischen Amts Weißenfels. Einer der drei Sprengel im Amt Weißenfels war der Gerichtsstuhl Burgwerben. Von 1656/1657 bis 1746 gehörte das Amt Weißenfels zum Sekundogenitur-Fürstentum Sachsen-Weißenfels.
Am 17. Mai 1684 wurde das Pfarrhaus durch einen plötzlichen Wolkenbruch stark beschädigt. Im heutigen Ortsteil Lösau wurde 1771 in einem Beleidigungsprozess der Bauermeister Hans Manck verurteilt. Er hatte behauptet, ein Teil der Steuern, die die Bauern gezahlt hatten, würde immer verschwinden, weil es Hexengeld sei. Er musste sechs Tage ins Gefängnis und öffentlich Abbitte leisten.
Ein Gedenkstein im Gutspark, der früher ein Reiterstandbild von Friedrich dem Großen trug, erinnert an dessen Beobachtungspunkt in der Schlacht bei Roßbach.

### 19. Jahrhundert
Durch die Beschlüsse des Wiener Kongresses kamen Dehlitz und Oeglitzsch mit dem Westteil des Amts Lützen und Lösau zusammen mit dem Amt Weißenfels im Jahr 1815 zu Preußen. Sie wurden 1816 dem Regierungsbezirk Merseburg der Provinz Sachsen zugeteilt. Während Dehlitz und Oeglitzsch dem Kreis Merseburg zugeordnet wurden, kam Lösau zum Kreis Weißenfels.

### 20. und 21. Jahrhundert
Bei der ersten Kreisreform in der DDR wurden Dehlitz und Oeglitzsch am 1. Juli 1950 in den Kreis Weißenfels umgegliedert und am 20. Juli 1950 mit Lösau zur Gemeinde Dehlitz vereinigt. Bei der zweiten Kreisreform 1952 kam Dehlitz zum Kreis Weißenfels im Bezirk Halle, der 1990 wieder zum Landkreis Weißenfels wurde und im Jahr 2007 im Burgenlandkreis aufging.
Die Gemeinde Dehlitz wurde per Gesetz am 1. Januar 2011 in die Stadt Lützen eingemeindet und verlor dadurch ihre politische Selbstständigkeit. Sie gehörte bis zu ihrer Auflösung der Verwaltungsgemeinschaft Lützen-Wiesengrund an, die ihren Verwaltungssitz in der Stadt Lützen hatte und ebenfalls am 1. Januar 2011 aufhörte zu existieren.

### Einwohnerentwicklung
- 1933: 400 Einwohner
- 1939: 396 Einwohner
- 2009: 544 Einwohner

## Sehenswürdigkeiten / Tourismus

### Bauwerke

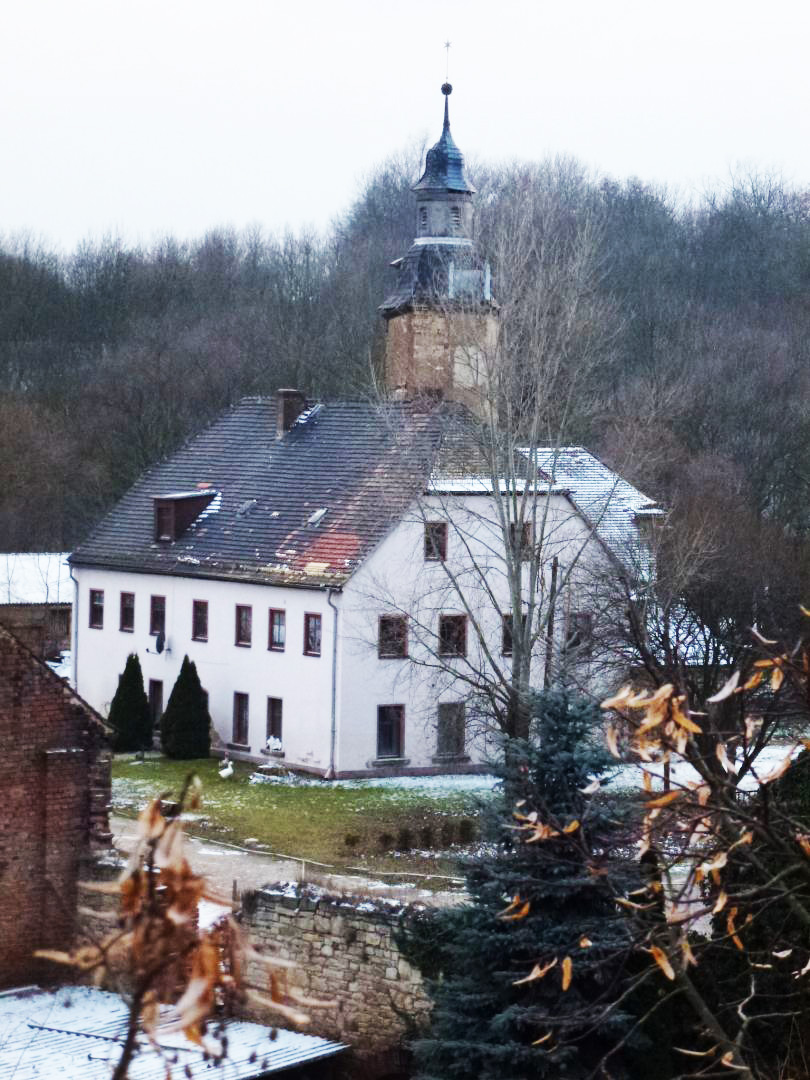
Rittergut

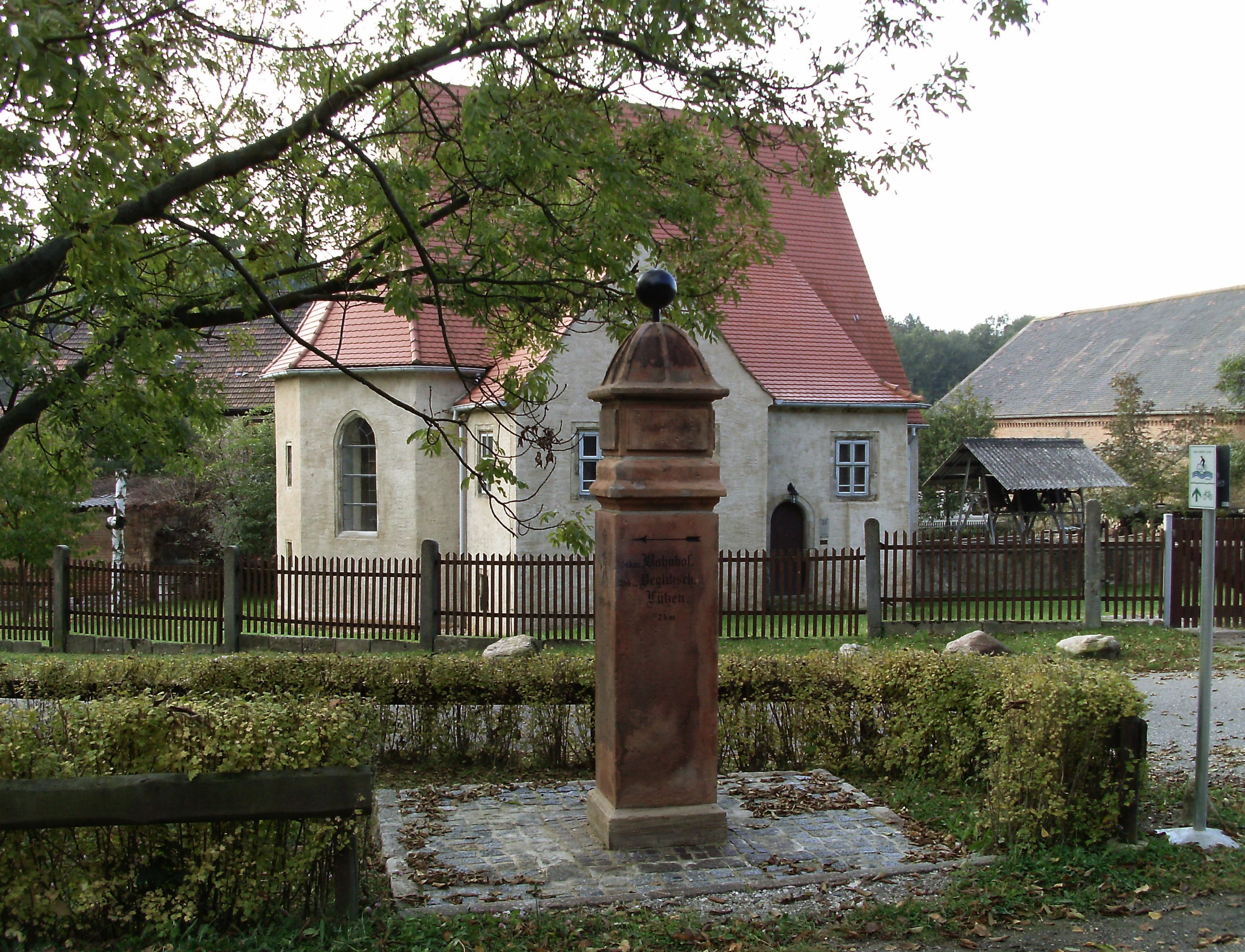
Historischer Wegweiser vor der Kirche und separatem Glockenstuhl (rechts)

Die Dorfkirche, erbaut um 1500, im Chorhaupt großer barocker Säulenaltar und Epitaph für J. v. Wolffersdorff von 1613, aus Alabaster und schwarzem Marmor. Im Jahr 2000 wurde der „Förderverein zur Erhaltung der Dorfkirche Dehlitz/Saale e. V.“ gegründet. Durch tatkräftigen Einsatz der Mitglieder des Vereins und die z. T. unentgeltlichen Beiträge der örtlichen Handwerksbetriebe konnten die schlimmsten Schäden behoben werden. Die Kirche dient heute wieder kirchlichen und kulturellen Veranstaltungen.
Das Alte Rittergut wurde etwa 1730 von Daniel Bodo Graf von der Schulenburg als Herrenhaus errichtet. Zur gleichen Zeit hatte er den Park mit der bekannten Hängebuche angelegt. 1845 kauften die Vorfahren von Richters das Grundstück. Im Rahmen der Bodenreform enteigneten die Machthaber die Familie im Jahre 1945. Lange Zeit diente das Gebäude als Schule. Später übernahm die Gemeinde das Haus.
Am Mühlgraben, einem Nebenarm der Rippach, östlich des Ortes befindet sich die historische Wassermühle „Obermühle“, die noch als Schrotmühle betrieben wird. Ein Wasserrad treibt dort zwei Walzenstühle an.

### Treben

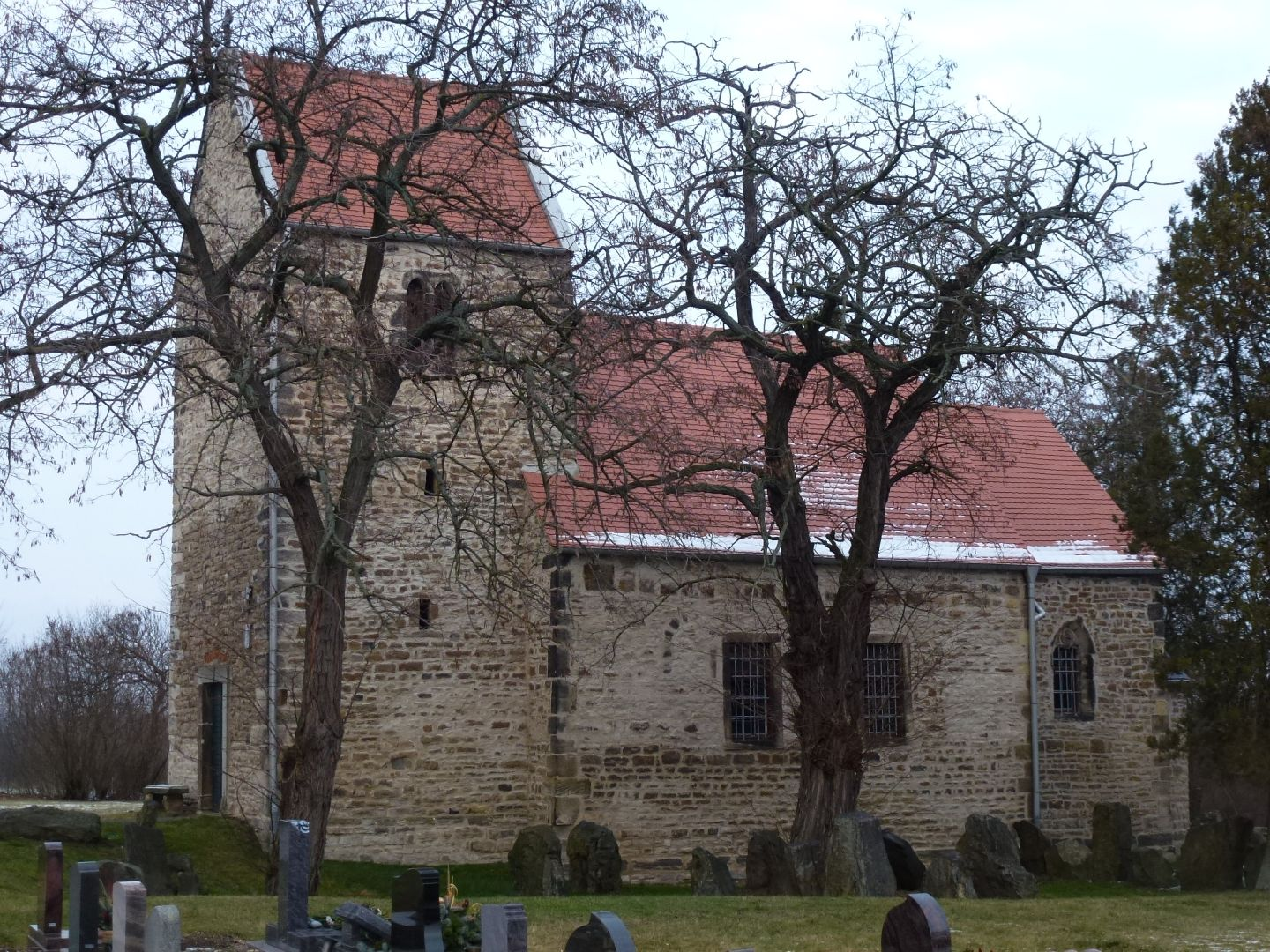
Kirche in Treben

Vom ehemaligen Dorf Treben hat sich nur noch die aus dem 12. Jahrhundert stammende, in einer noch gut erkennbaren Umwallung liegende Kirche erhalten, die auf einer Anhöhe oberhalb der Mündung der Rippach in die Saale steht. Erhalten sind auch einige slawische Grabstellen aus Braunkohlenquarzit. Die Felder des 1555 verlassenen Dorfes wurden 1594 an die umliegenden Orte veräußert.
Nach Treben waren u. a. Kleben, Lösau und Nellschütz eingepfarrt.

### Radwanderweg
Die Saale-Unstrut-Elster-Radacht führt durch Dehlitz.

## Verkehr

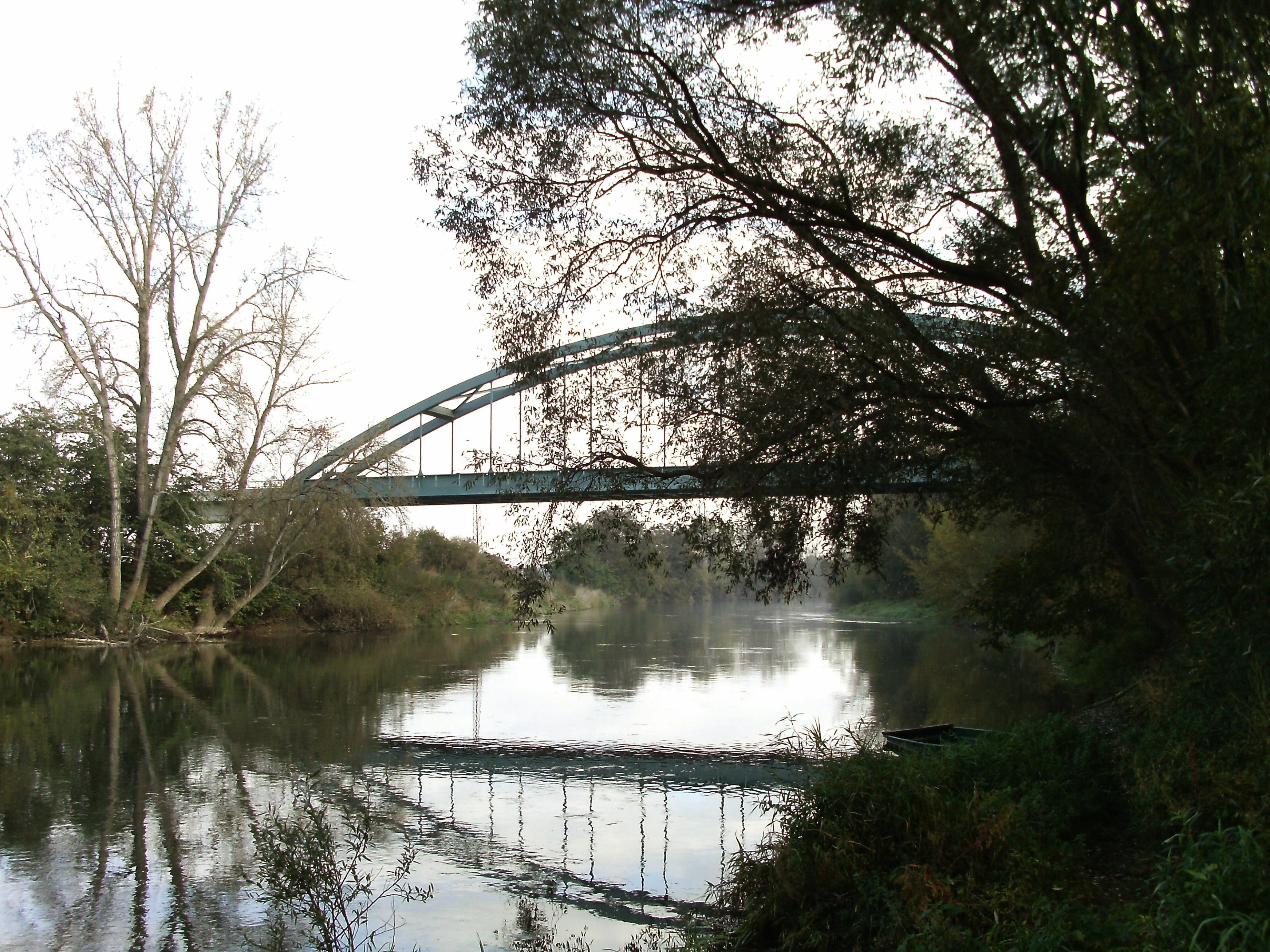
Saalebrücke der Bahnstrecke Großkorbetha–Deuben bei Dehlitz

In unmittelbarer Nähe der Ortschaft verläuft die Bundesstraße 87 (L188), wie auch die Bundesstraße 91, die von Halle nach Zeitz führt, und die Bundesautobahnen 9 und 38.
Durch den Ort verläuft die Bahnstrecke Großkorbetha–Deuben, auf der seit 1999 nur noch Kohlezüge zwischen Wählitz (kurz vor Hohenmölsen) und Großkorbetha verkehren.

## Persönlichkeiten

### Söhne und Töchter der Ortschaft
- Ernst Leberecht Wagner (1829–1888), Mediziner
- Danko von Funcke (1829–1896), Reichstagsabgeordneter und Landrat in Cottbus
- Reinhard Hauptmann (* 1947), Fußballspieler